# Fredriksborgs fästning

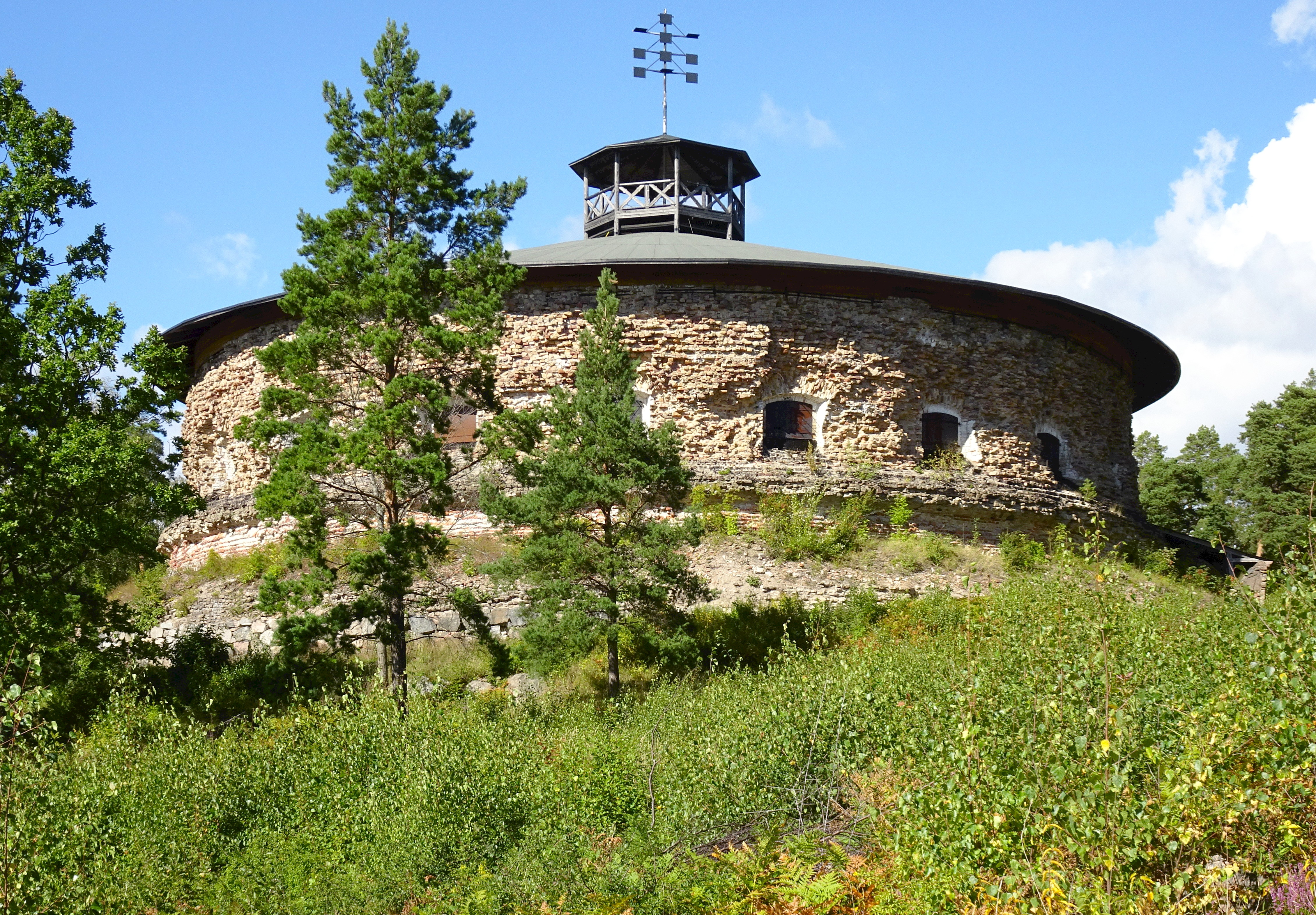
Fredriksborgs fästning, sida mot Oxdjupet, augusti 2016.

Fredriksborgs fästning är en befästningsanläggning i Värmdö kommun vid Oxdjupet, inloppet till Stockholm. Fästningen bestod av torn, strandverk och kringbyggnader. Anläggningen ingick i försvaret som byggdes upp i Stockholms skärgård för att skydda Stockholm efter rysshärjningarna utmed ostkusten 1719. 
Befästningarna, som blev färdiga redan 1735, kallades Fredriksborgs fästning efter kung Fredrik I och ansågs då vara en av Europas modernaste i sitt slag. Under 1800-talet förföll Fredriksborg och fästningen ersattes av Vaxholms kastell. Mittemot Fredriksborgs fästning uppfördes under åren 1870–1877 Oskar-Fredriksborg. Byggnaderna för Fredriksborgs fästning förvaltas av Statens fastighetsverk och är sedan 1935 ett skyddat byggnadsminne.

## Den första borgen
År 1710 föreslog fortifikationsmajoren Gabriel Cronstedt att på Värmdön invid Oxdjupet skulle byggas en lägre liggande redutt eller ett så kallat vattenbatteri för fyra 24-pundiga kanoner och en redutt "uppe på Värmdö". Syftet var att skydda inloppet till Stockholm. Dessa befästningar, som utstakades något norr om de nuvarande, byggdes under de följande åren, och 1719 byggdes vid övre redutten ett retranchemang (nedtagning) av kvistiga trän. Samtliga verk förstärktes 1720–1722 i samband med Rysshärjningarna.

## Den andra borgen

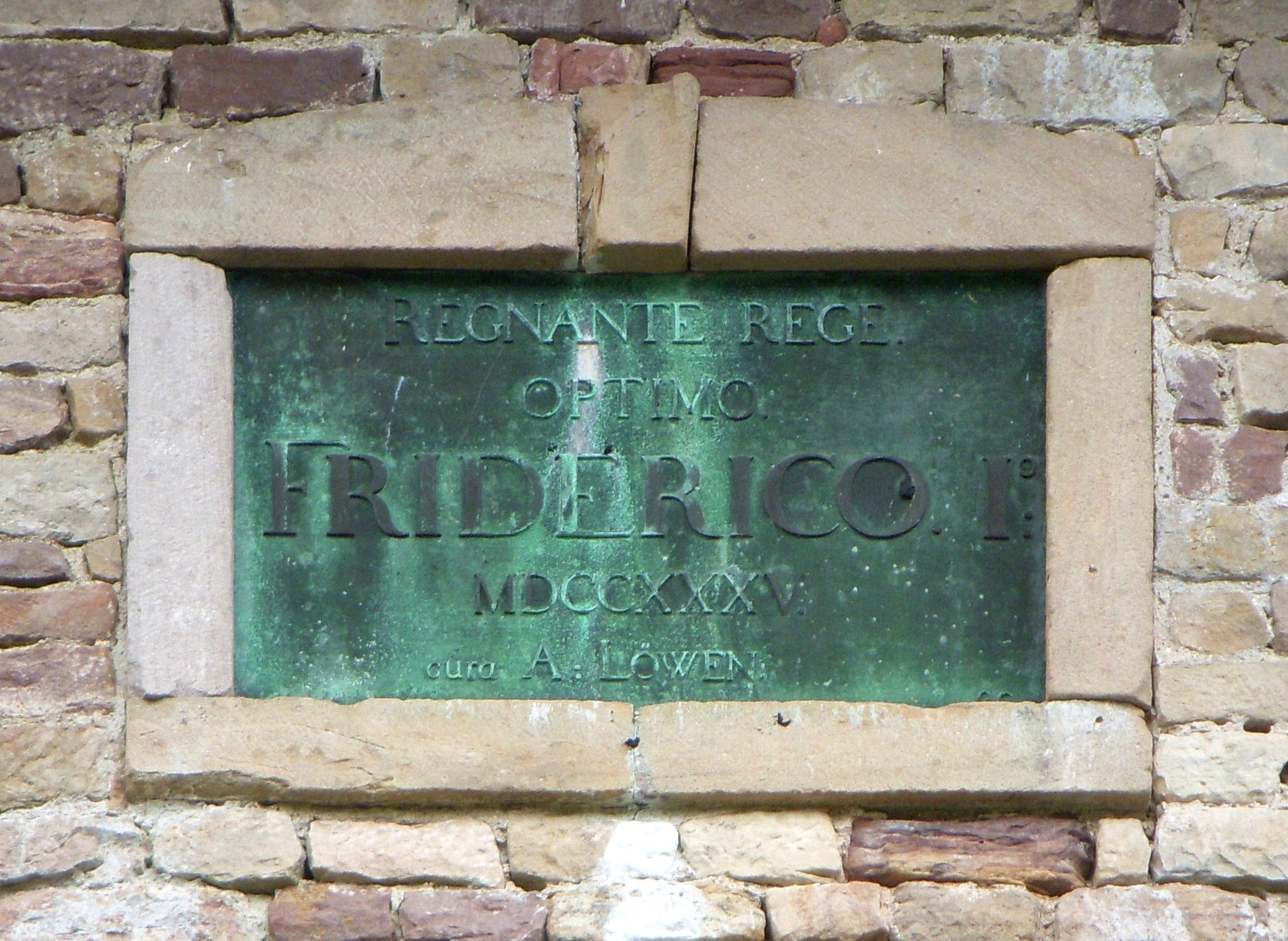
Bronsskylt över portalen med årtal 1735.

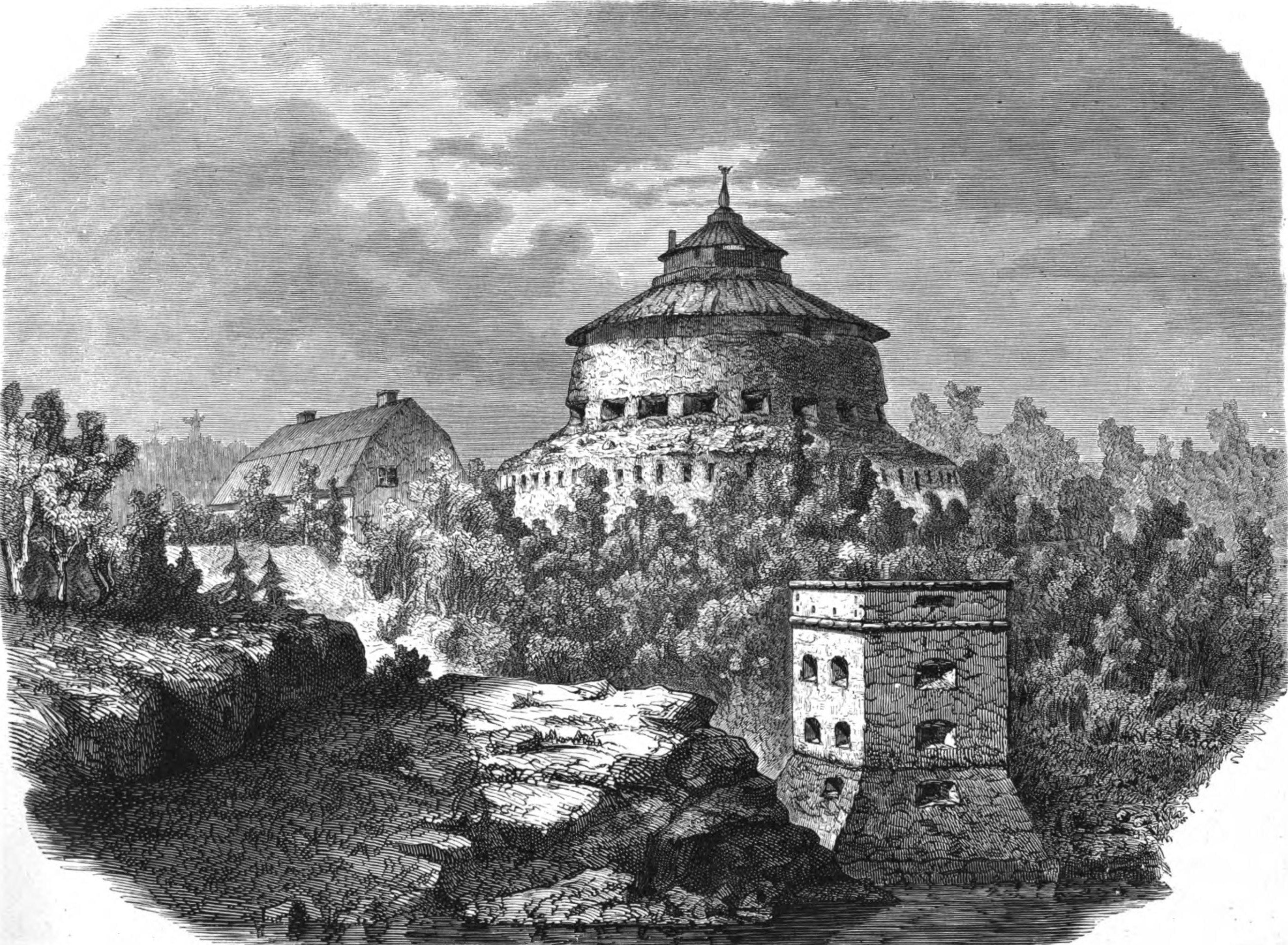
Fredriksborg omkring 1870.

I samband med freden efter Stora nordiska kriget 1721 gjordes en översyn över rikets försvar. Man beslöt då att förstärka skyddet vid Oxdjupet. Enligt ständernas beslut 1723 påbörjades där 1724 arbeten med en större permanent befästning under Cronstedts ledning i enlighet med av general-kvartermästaren Axel Löwen utarbetade ritningar.

### Tornet

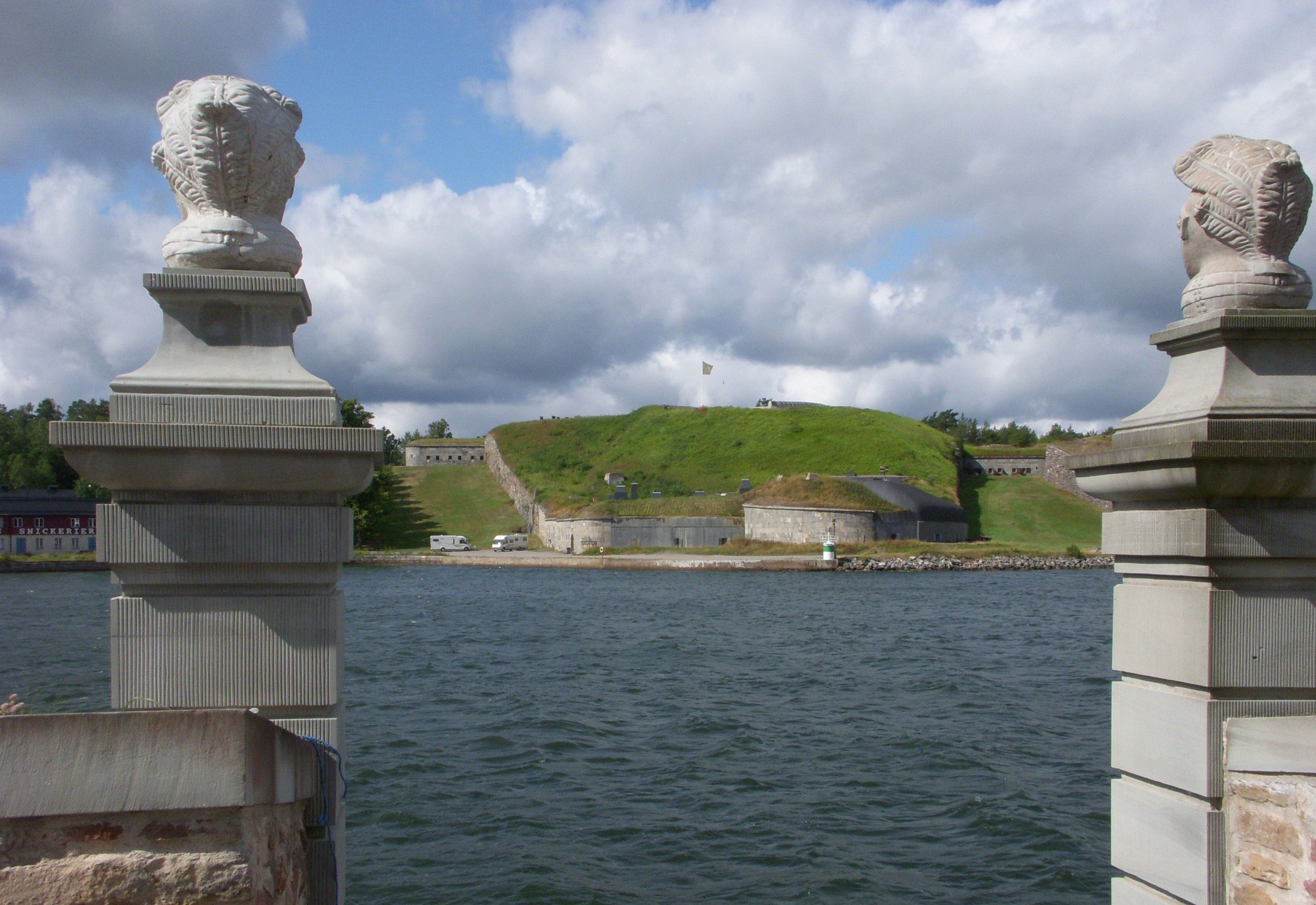
Vy från strandbatteriets corps de garde.

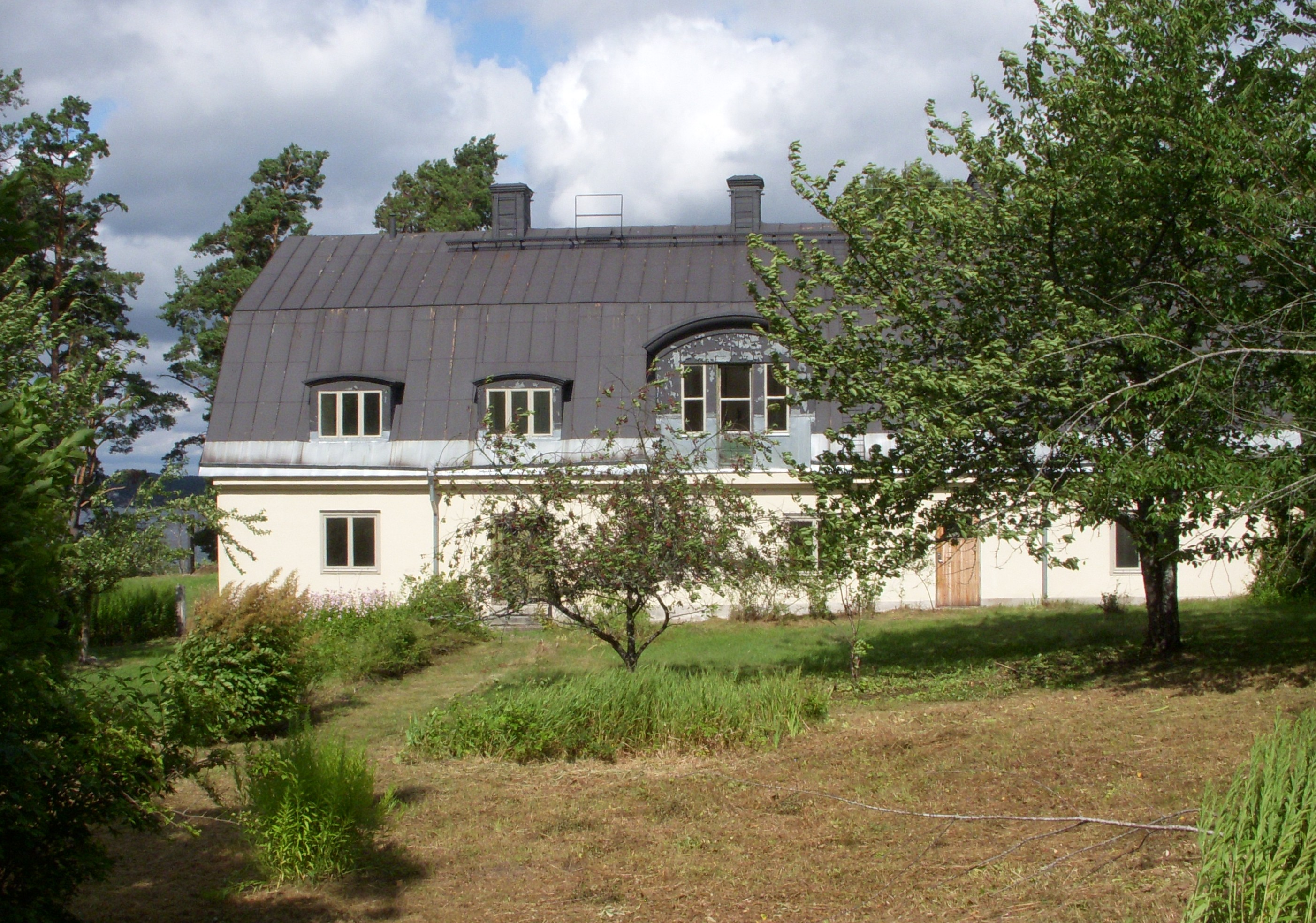
Kasernbyggnaden från 1750-talet.

Högst upp på en platå 40 meter över vattnet placerade Löwen ett kolossalt, murat och med gevärs- och kanongalleri utrustat torn, ursprungligen i fyra våningar. Anläggningen är omgiven av en stormgrav och byggnaden nåddes enbart via en vindbrygga vars maskineri fortfarande är bevarat i originalskick. 
Befästningen rymde 40 kanoner och hade förläggningsmöjligheter för 2 000 man, en siffra som idag anses vara orealistiskt hög. I byggnaden fanns eldstäder och en brunn i händelse av en belägring. I byggnadens kärna förvarades krut och ammunition. Runt kärnan fanns logementen som värmdes med fyra öppna spisar.
Tornkonstruktioner användes ofta på kustfästningar vid denna tid. Tornet gav artilleriet bättre skydd och en högre eldkoncentration genom att kanonerna på olika våningsplan kunde riktas mot ett och samma mål. Samtidigt minskade dock möjligheterna till bestrykade eld. Att kanonerna placerades inomhus vållade problem med krutrök. Det löste Axel Löwen genom höga takvalv med ventilationsöppningar. Tornet skulle försvara strandbatteriet från fientligt anfall landvägen "bakifrån".
I slutet av 1700-talet användes Fredriksborgs torn som en länk i en optisk telegraflinje som fanns uppe på taket. Dagens optiska telegraf är en rekonstruktion.

### Strandbatteriet
Vid stranden lades ett strandbatteri, bestående av en svag vinklad länga mellan två högre byggnader, en så kallad kaponjär: den norra med tre och den södra med två våningar. Båda takbatterier hade en murklädd dubbel tenalj mellan kaponjärerna och längst ned ett murklätt vattenbatteri med ingångsport, corps de garde och stentrappor flankerade av två hjälmklädda byster. Strandbatteriet förfogade över 41 kanoner. Idag är bara den norra kaponjären bevarad.
I fredstid tjänstgjorde drygt 20 man i besättningen och i krigstider fanns här cirka 150 man. Befäl och manskap hade tidigare inkvarterats i baracker, men vid 1750-talets slut restes en kasernbyggnad enligt Carl Hårlemans ritningar strax ovanför strandbatteriet, en byggnad som fortfarande finns bevarad.
Befästningsarbetena i Stockholms skärgård hade avstannat efter 1740 och på grund av eftersatt underhåll tvingades man på 1770-talet till omfattande reparations- och underhållsarbeten på fästningen.

## Borgen förlorar sin betydelse
Enligt 1822 års bestämmelser för Sveriges fasta försvar skulle förslag uppgöras till tornets demolerande, men de övriga verkens förstärkande; och 1826 års sjöförsvarskommitté ansåg också, att tornet, "denna vackra architecture pièce", ej hade något militäriskt ändamål, varför det borde raseras och segelledens försvar i stället anförtros åt en av strandbefästningarna.
Ett par år senare började man försänka Oxdjupet, och härmed var Fredriksborgs öde beseglat. Dessförinnan hade emellertid fästningen börjat förfalla. Begärda reparationsmedel beviljades inte, och 1826 hotade kaponjärerna att falla i ruiner. Den södra kaponjären revs 1838-39. 
Tornets koppartak togs ned på 1840-talet och på 1850- och 60-talen bröts den huggna sandstenen i yttermurarna loss för att användas i resandet av Vaxholms kastell. Sedermera iståndsattes norra kaponjären och användes till kasern för arbetare, men tornet, som mestadels använts till krutmagasin, fick förfalla; slutligen revs dess översta del, och 1871 bortforslades allt vad som återstod av sandstensklädnaden för att användas vid byggandet av en annan befästning, Oskar-Fredriksborg på sundets andra strand, på Rindön.
Tornets tak har renoverats på senare år, likaså takets utkik. Den optiska signalanläggningen på taket är en rekonstruktion av den ursprungliga, som i slutet av 1700-talet var en länk i en optisk telegrafkedja. Kring entrésidan har murverket rekonstruerats medan stora delar av den övriga yttermuren är svårt skadad. Fästningstornet restaurerades invändigt på 1990-talet. Stenkasernen klassades som byggnadsminne 2002 och restaurerades senare av SFV och kunde 2013 öppna som Fredriksborg hotell och restaurang, som erbjuder guidningar i fästningen under perioden maj-september.

## Exteriörbilder
Fler exteriörbilder finns på commons

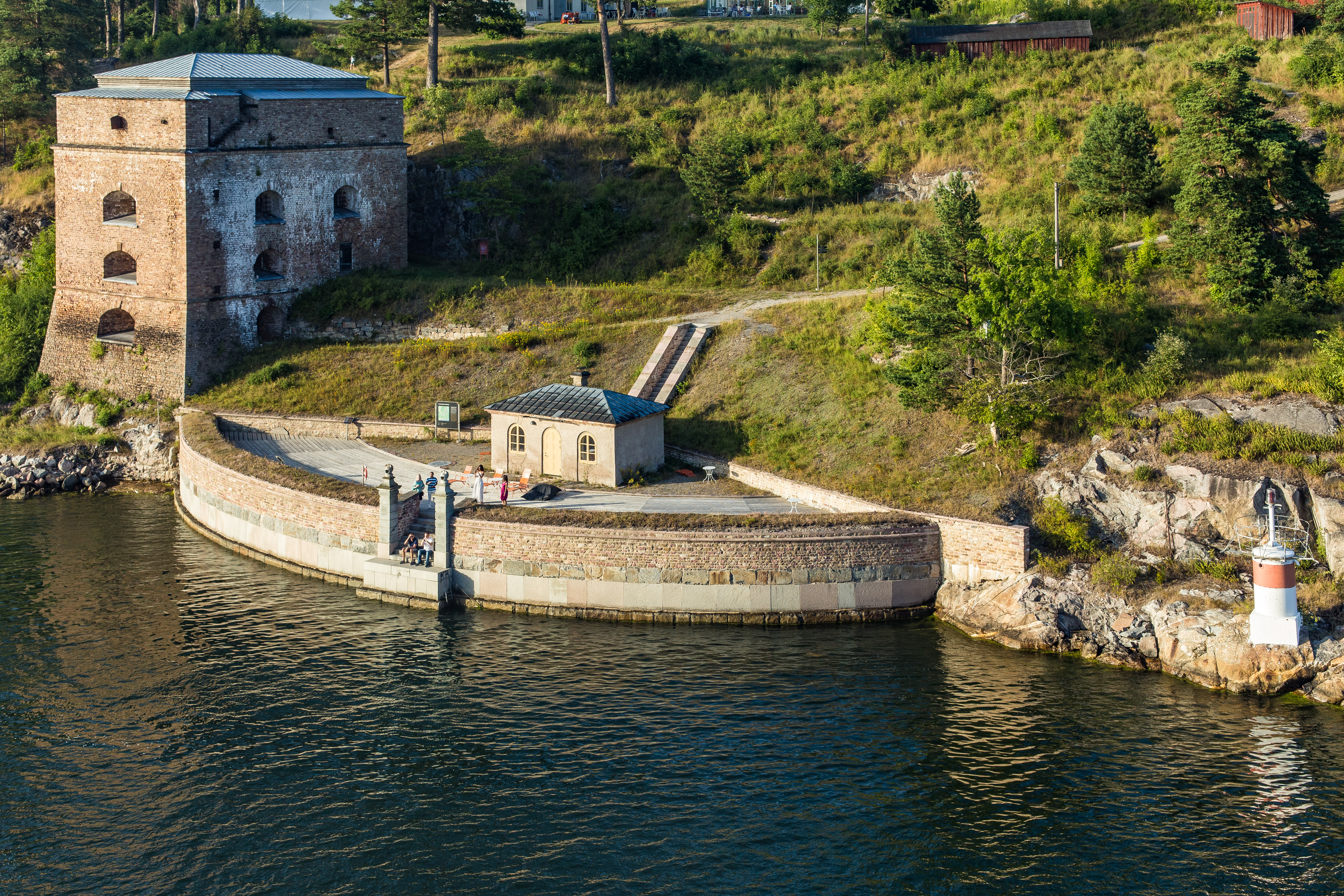
Strandbatteriet från sjösidan
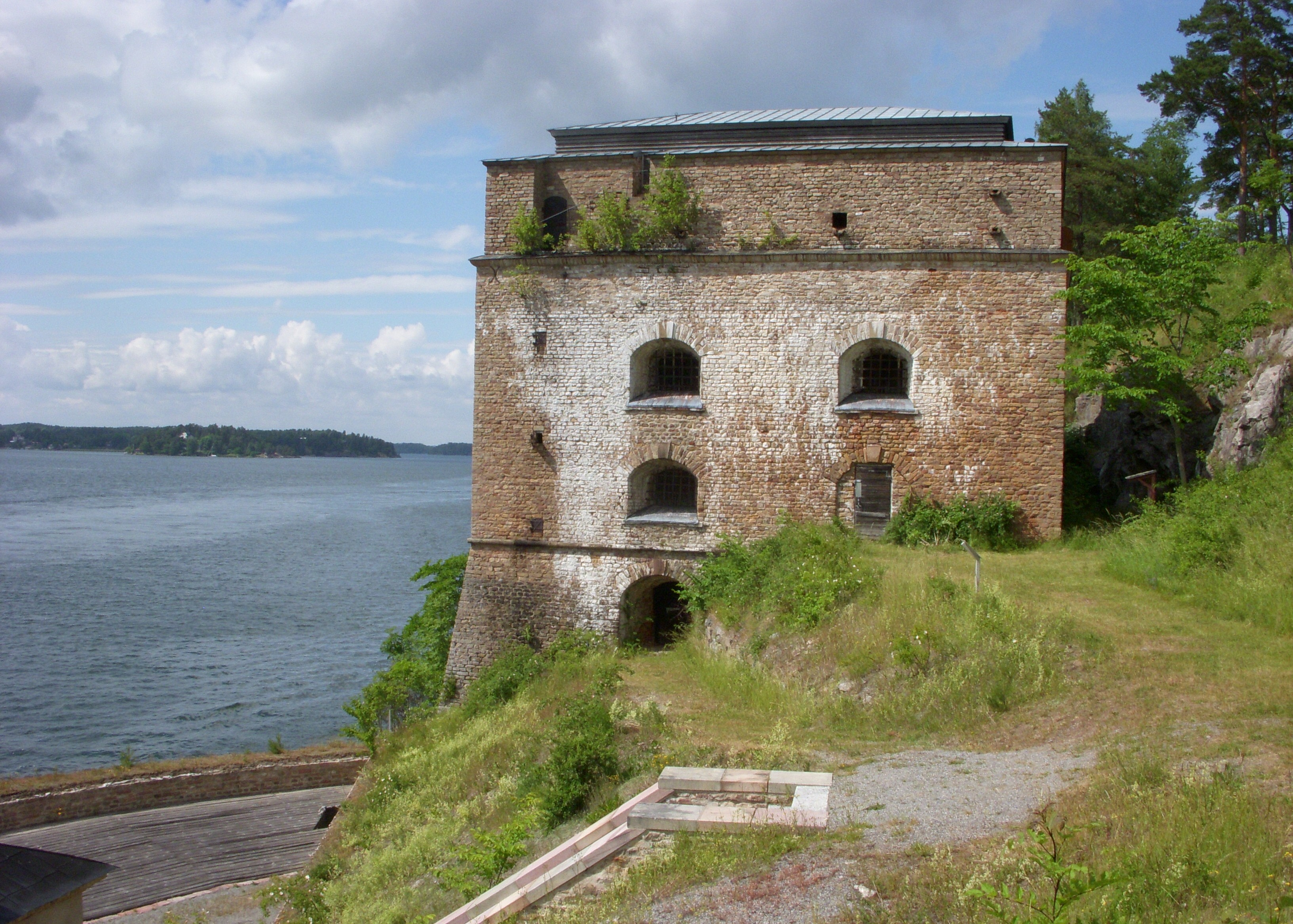
Strandfästningen
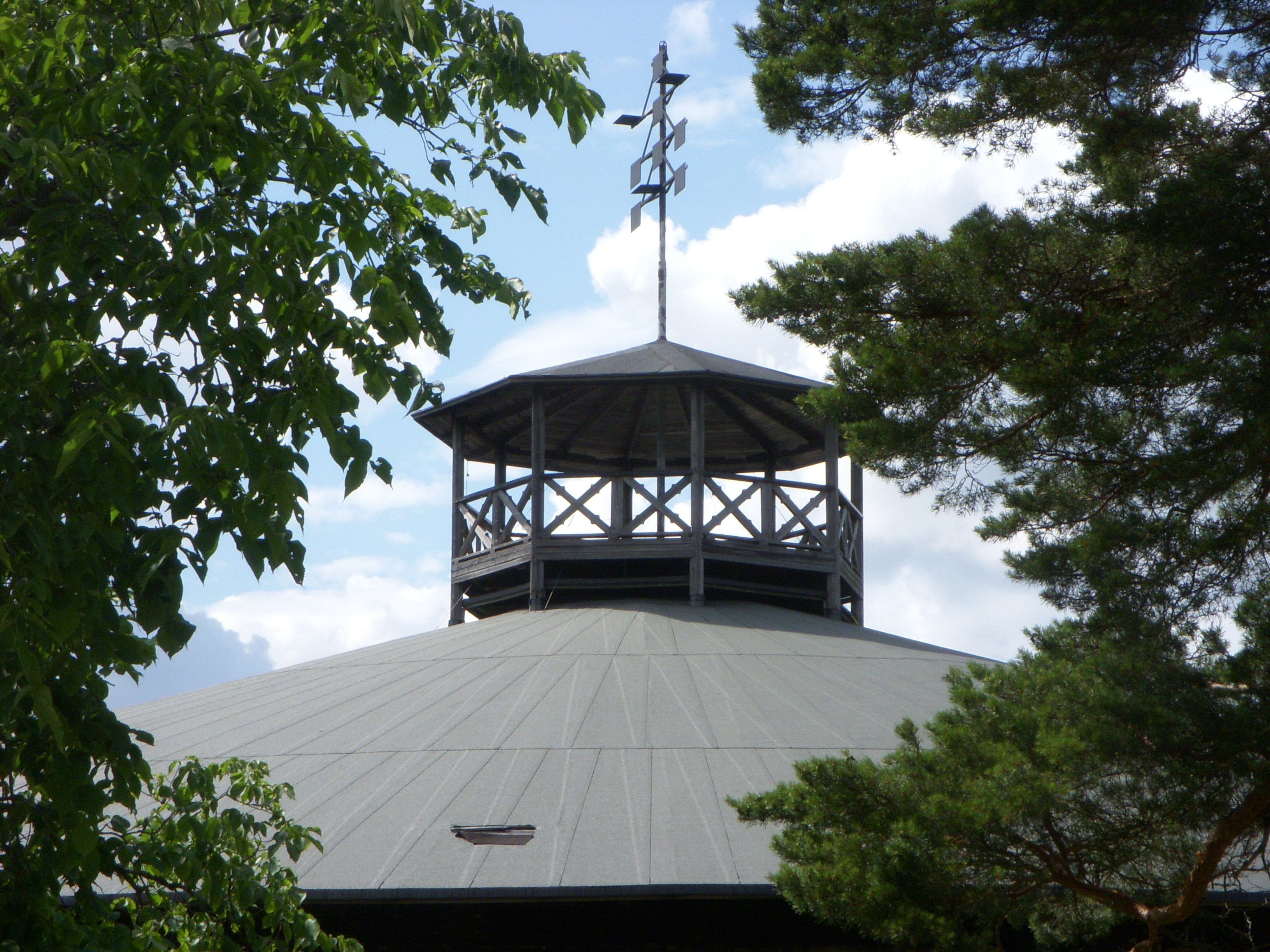
Utkik och den optiska telegrafen
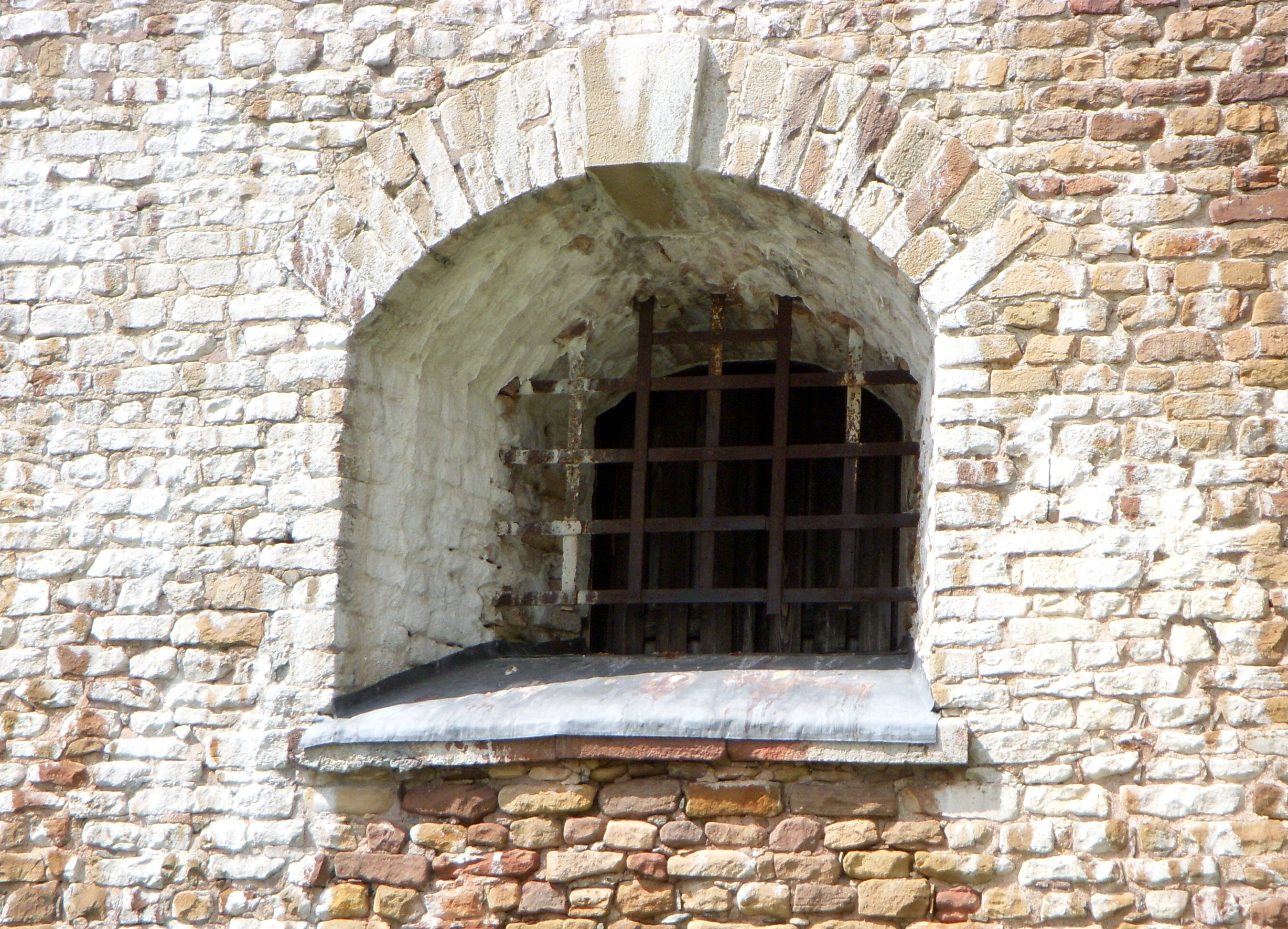
Fasaddetalj med fönster
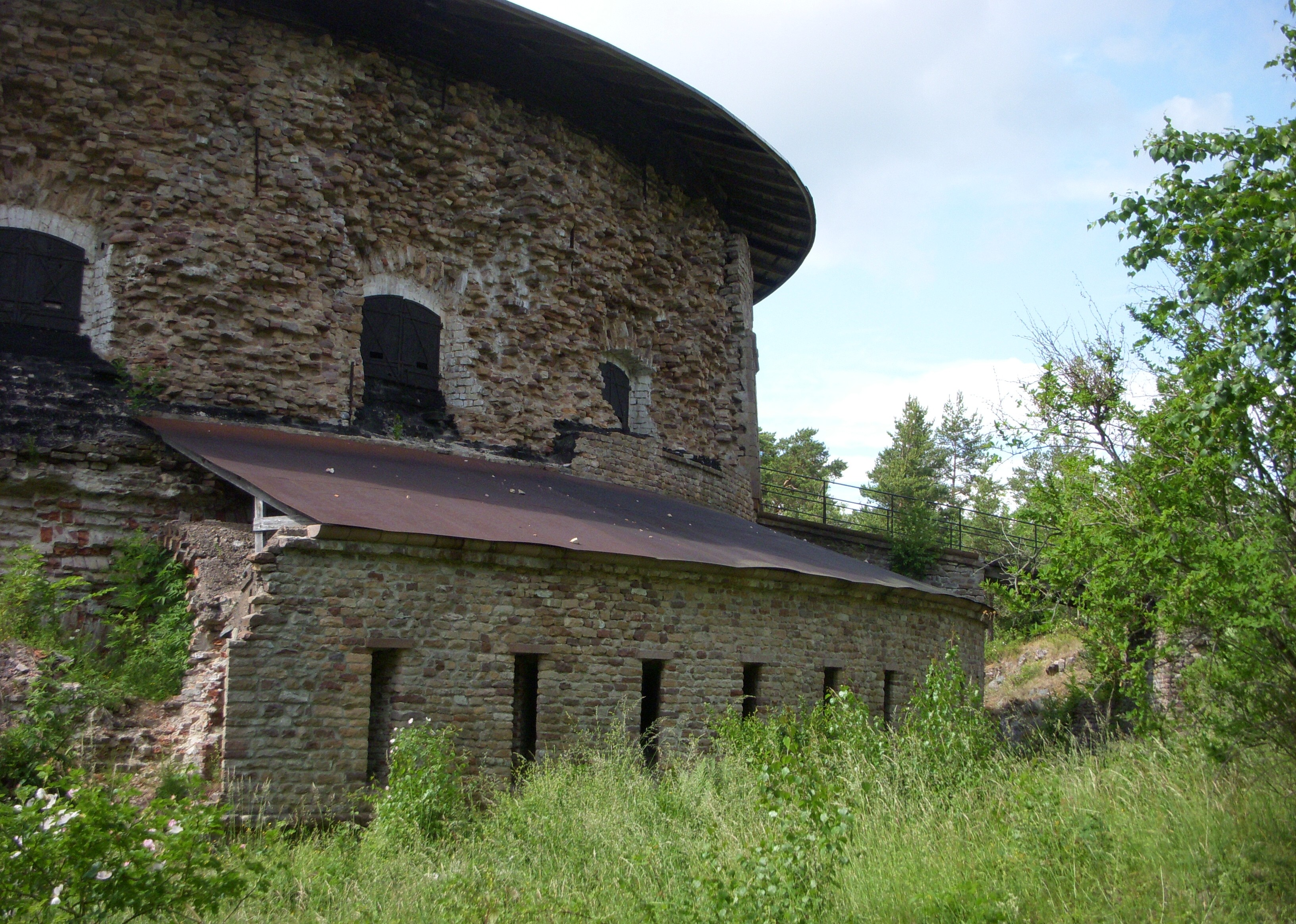
Del av rekonstruerat murverk

## Interiörbilder
Fler interiörbilder finns på commons

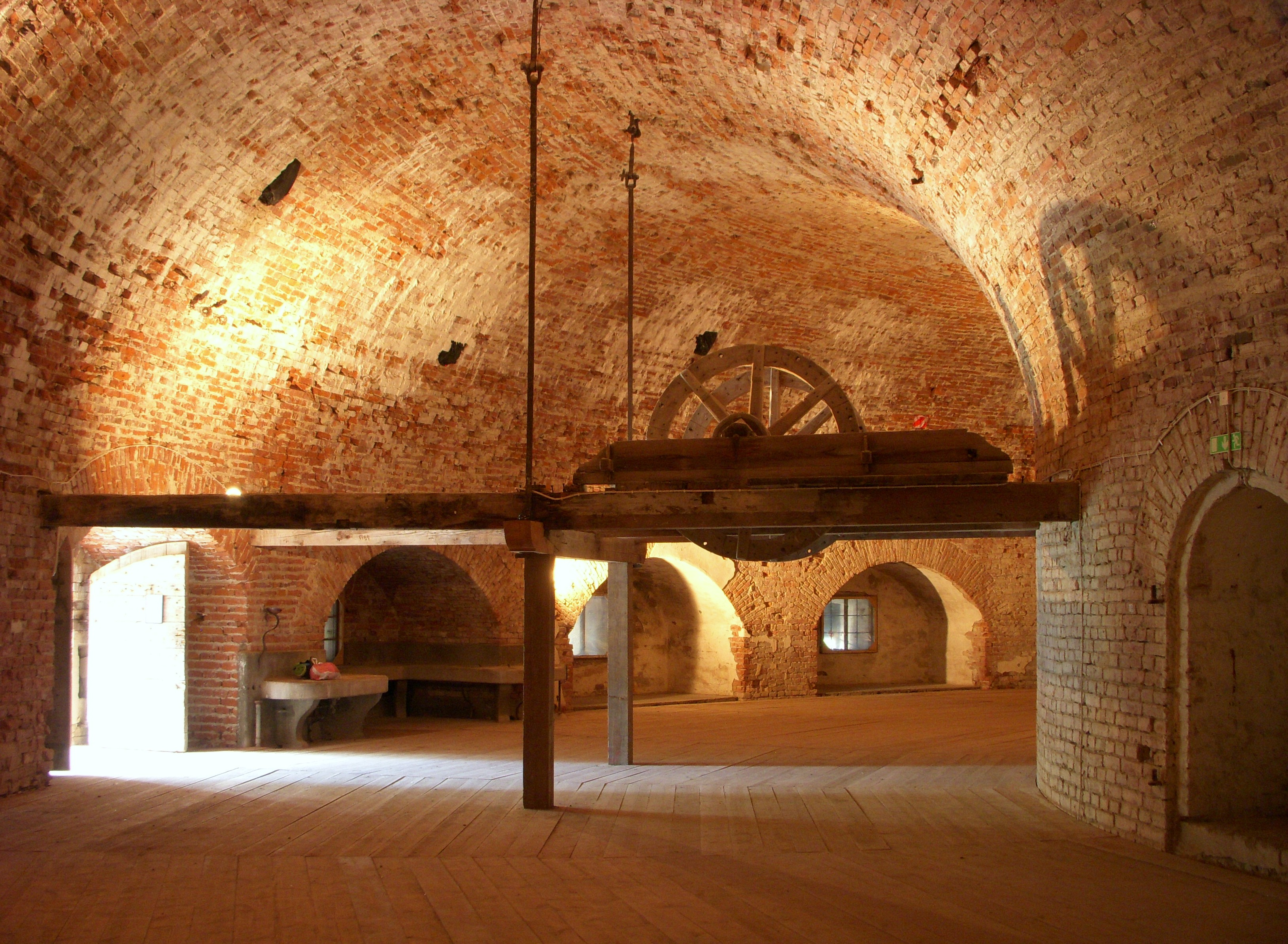
Huvudentrén och maskineriet för vindbryggan
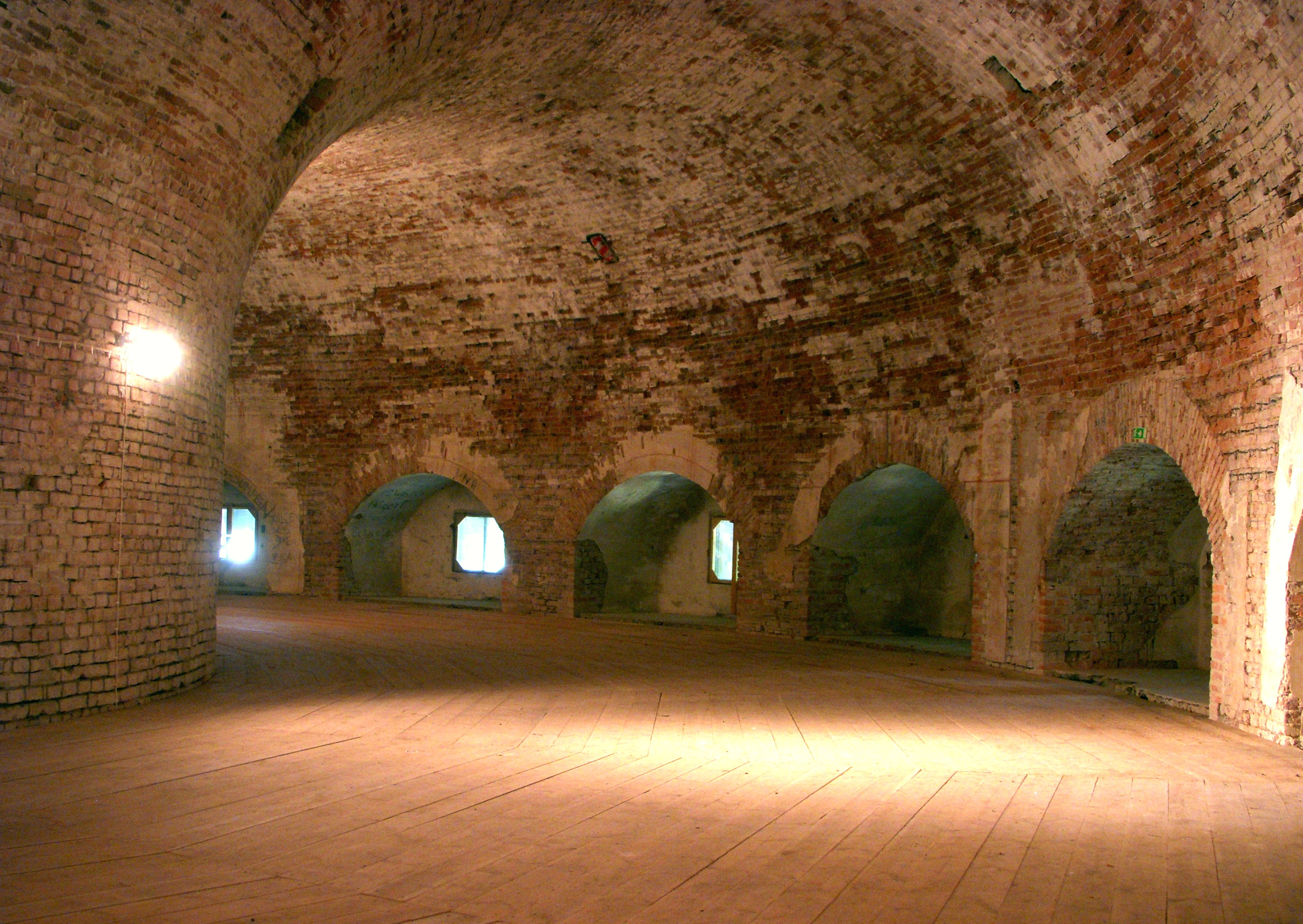
Kanonplanet
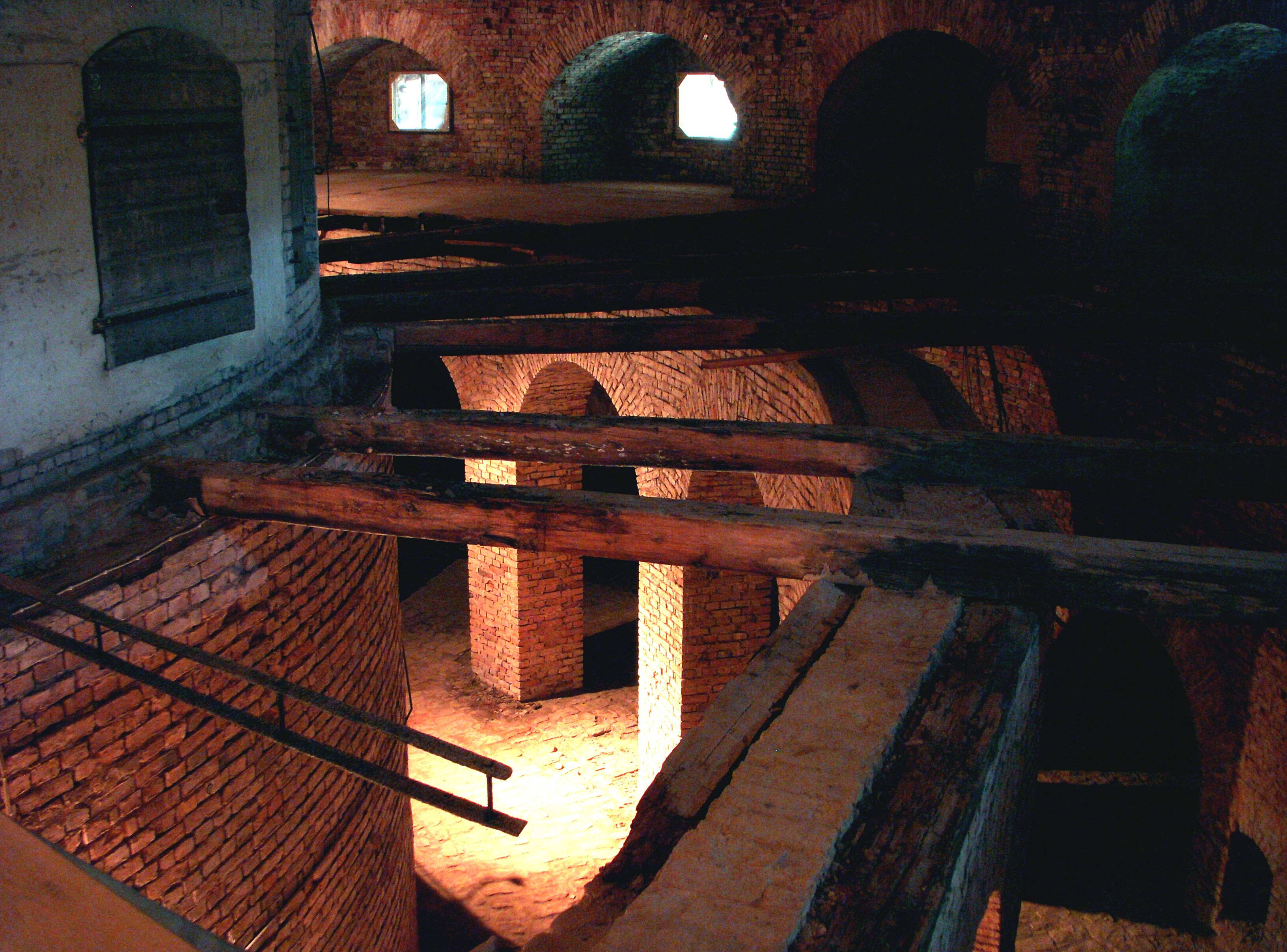
Vy ner till källarplanet
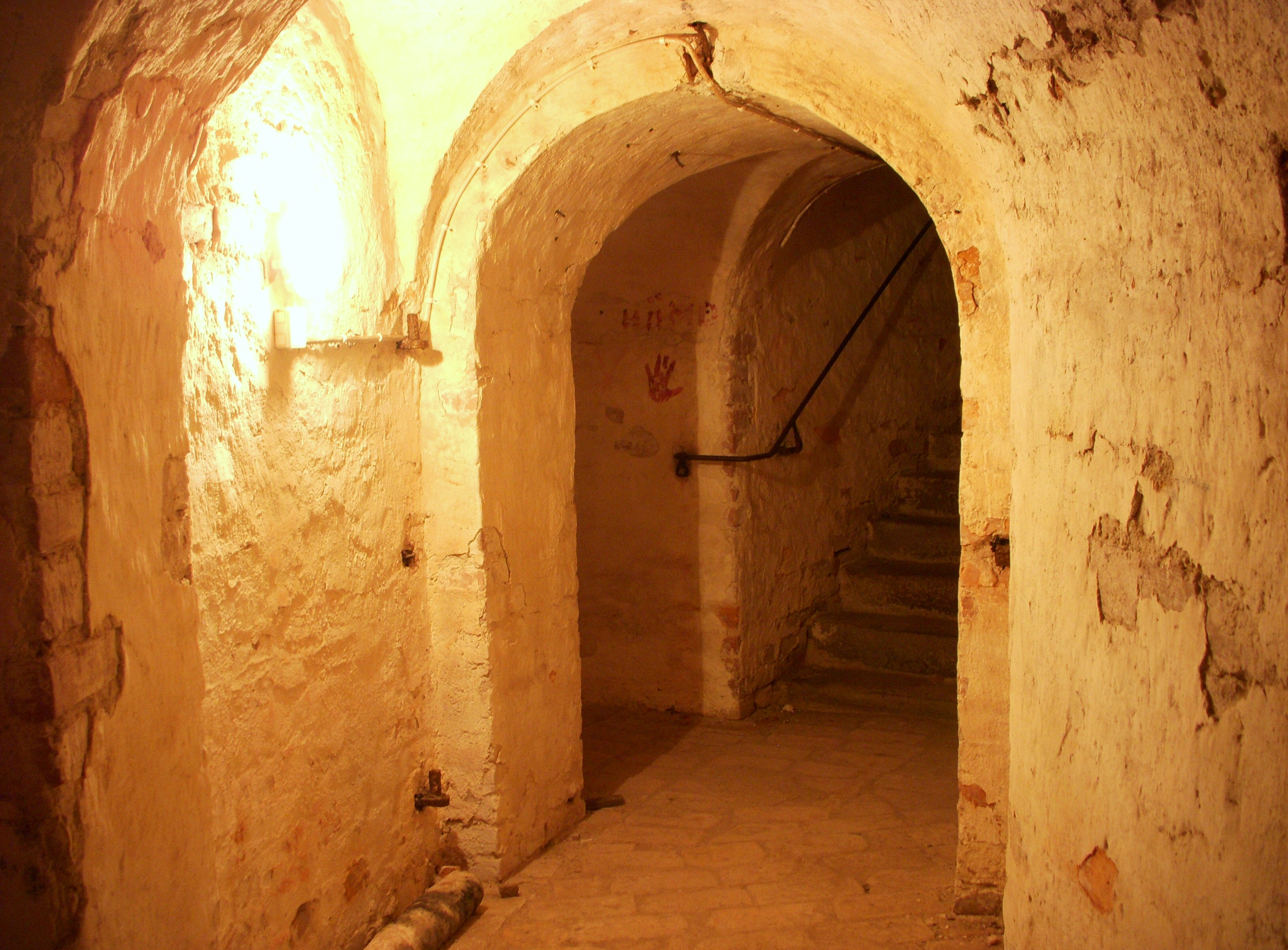
Källartrappan
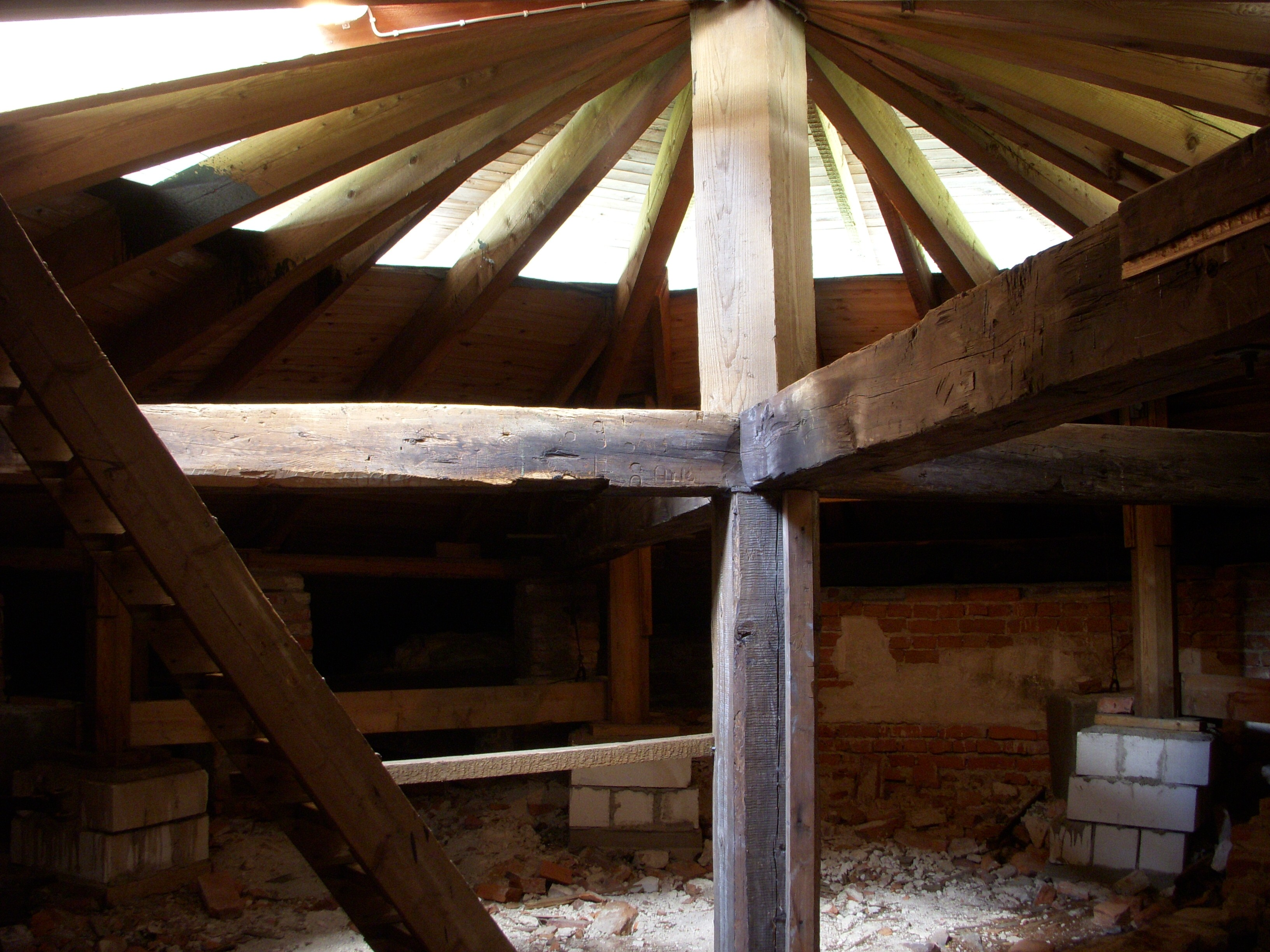
Takstolen